# Шаваназ
Шаваназ (фр. Chavannaz) је насељено место у Француској у региону Рона-Алпи, у департману Горња Савоја.
По подацима из 2011. године у општини је живело 189 становника, а густина насељености је износила 59,62 становника/km².

## Демографија
| 1962. | 1968. | 1975. | 1982. | 1990. | 2011. |
| ----- | ----- | ----- | ----- | ----- | ----- |
| 95    | 78    | 80    | 111   | 111   | 189   |